# Margitta Gummel
Margitta Gummel, z domu Helmbold (ur. 29 czerwca 1941 w Magdeburgu, zm. 26 stycznia 2021 w Wietmarschen) – wschodnioniemiecka lekkoatletka, specjalistka pchnięcia kulą, mistrzyni i wicemistrzyni olimpijska, rekordzistka świata.

## Kariera sportowa
Zajęła 5. miejsce w pchnięciu kulą na igrzyskach olimpijskich w 1964 w Tokio. Startowała tam we wspólnej reprezentacji Niemiec. Już jako reprezentantka NRD zwyciężyła w pierwszych europejskich igrzyskach halowych w 1966 w Dortmundzie, wyprzedzając zawodniczki ze Związku Radzieckiego Tamarę Press i Nadieżdę Cziżową. Na mistrzostwach Europy w 1966 w Budapeszcie zdobyła srebrny medal, przegrywając jedynie z Cziżową, w wyprzedzając swą koleżankę z reprezentacji NRD Maritą Lange. Zdobyła srebrny medal na europejskich igrzyskach halowych w 1968 w Madrycie, również za Cziżową, a przed Lange.
Zdobyła złoty medal na igrzyskach olimpijskich w 1968 w Meksyku, wyprzedzając Lange i Cziżową. Dwukrotnie poprawiała wówczas rekord świata osiągając odległości 19,07 m (pierwsze w historii pchnięcie kulą przez kobietę powyżej 19 metrów) i 19,67 m. Została wybrana w tym roku najlepszą sportsmenką NRD. Na mistrzostwach Europy w 1969 w Atenach zdobyła srebrny medal, za Cziżową, a przed Lange. Srebrny medal zdobyła również na mistrzostwach Europy w 1971 w Sofii (za Cziżową, a przed inną reprezentantką ZSRR Antonina Iwanową), a na mistrzostwach Europy w 1971 w Helsinkach wywalczyła medal brązowy (za Cziżową i Lange).
Zdobyła srebrny medal na igrzyskach olimpijskich w 1972 w Monachium, ulegając Cziżowej, a wyprzedzając Iwankę Christową z Bułgarii. Ustanowiła wówczas swój rekord życiowy – 20,22 m.
Gummel czterokrotnie ustanawiała rekordy świata w pchnięciu kulą, poczynając od wyniku 18,87 m uzyskanego 22 września 1968 na Stadion der Freundschaft we Frankfurcie nad Odrą, poprzez dwa rekordy podczas igrzysk olimpijskich w Meksyku, do rezultatu 20,10 m osiągniętego 11 września 1969 w Berlinie. Pięciokrotnie poprawiała halowy rekord świata (pomiędzy 14 a 28 lutego 1971, zawsze w Berlinie) do wyniku 19,54 m.
Pięć razy zdobywała mistrzostwo NRD na otwartym stadionie w 1966, 1968, 1969, 1971 i 1972. W 1964 i 1967 była wicemistrzynią, a w 1963 brązową medalistką. W hali była mistrzynią NRD w 1966, 1968 i 1971 oraz wicemistrzynią w 1964 i 1965.